# Colpo di Stato ottomano del 1912
Il Colpo di Stato ottomano del 1912 (17 luglio 1912) fu un colpo di Stato militare nell'Impero ottomano contro il governo del Comitato di Unione e Progresso (CUP) (eletto durante le elezioni generali del 1912) da un gruppo di ufficiali militari che si facevano chiamare Ufficiali Liberatori (in turco ottomano Halâskâr Zâbitân, in turco Kurtarıcı Subaylar) durante il periodo della dissoluzione dell'Impero ottomano.

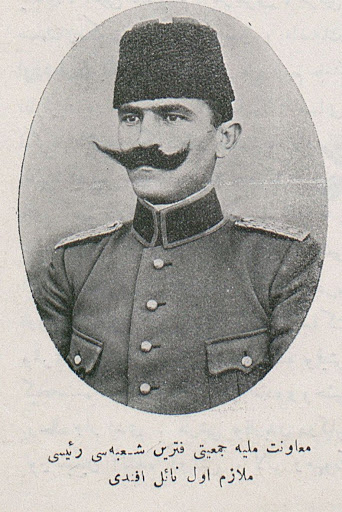
Evvel Nail Efendi, membro dell'Halâskâr Zâbitân e organizzatore del colpo di Stato

Gli Ufficiali Liberatori sono spesso indicati come l'ala militare del Partito Libertà e Accordo (Unione Liberale o Intesa Liberale), il principale partito di opposizione dopo le elezioni del 1912, che divenne famoso per la propaganda e la frode elettorale da parte del CUP. In segno di protesta i membri del Partito Libertà e Accordo reclutavano per la loro causa elementi come gli ufficiali. Il colpo di Stato fu uno degli eventi centrali degli anni politicamente instabili del 1912-1913, che videro l'instabilità politica a causa della lotta di potere tra il CUP e Libertà e Accordo, così come le guerre balcaniche appena scatenate.

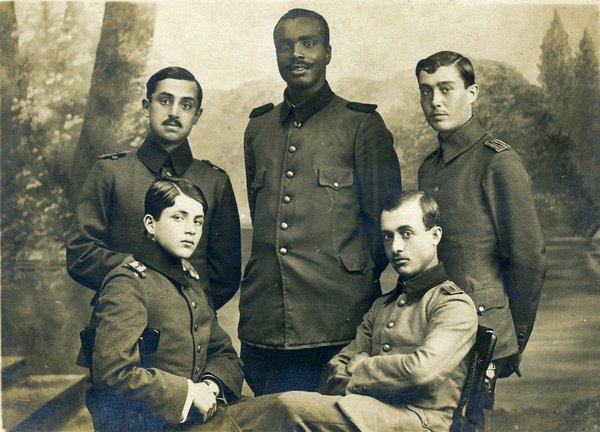
Membri dell'Halâskâr Zâbitân

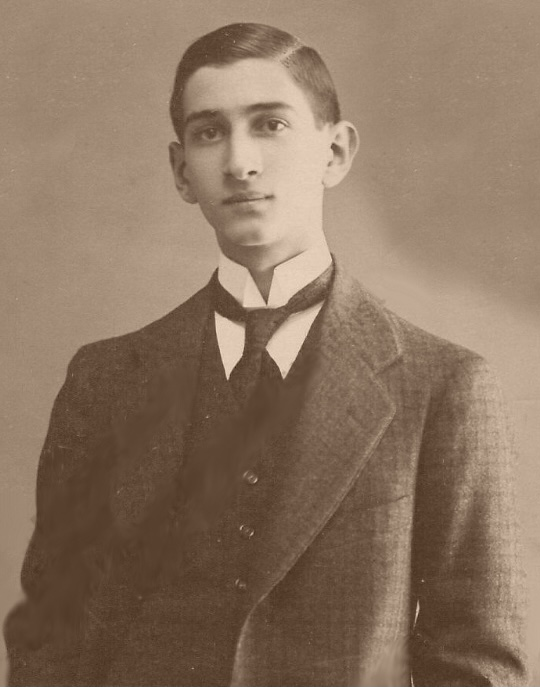
Selahaddin Bey, figlio del leader dell'Unione Liberale Kâmil Pasha e membro dell'Halâskâr Zâbitân

## Contesto
I Giovani Turchi erano un movimento rivoluzionario e la maggiore forza principale dietro la Rivoluzione dei Giovani Turchi. La rivoluzione portò il sultano Abdul Hamid II ad annunciare il ripristino della costituzione ottomana del 1876 il 3 luglio 1908. Le elezioni del 1908 portarono il CUP al governo come partito di maggioranza, mentre il principale partito di minoranza era l'Unione Liberale. L'incidente del 31 marzo (13 aprile 1909) fu un tentativo di smantellare l'era costituzionale e sostituirla con un'autocrazia sotto il sultano/califfo Abdul Hamid II. Il controcolpo venne represso dall'Esercito d'Azione (Hareket Ordusu). Tuttavia, il CUP non controllava completamente il governo e gli elementi nel paese si allarmavano per il modo in cui il CUP aveva truccato le elezioni a proprio favore. Inoltre, a causa della guerra italo-turca in Libia e dell'inizio della rivolta albanese, il CUP perse il suo antico sostegno e prestigio.
Un gruppo di ufficiali guidati dal membro del CUP Mehmed Sadık si sarebbe separato dal CUP, accusando i membri del comitato centrale Mehmed Talat, Mehmed Cavid e Hüseyin Cahid di essere stati sedotti dal sionismo e dalla massoneria. Cavid si dimise in seguito dal suo incarico di ministro delle finanze. Un incontro a ottobre di tutti i principali politici del parlamento ostacolò la cooperazione tra liberali e CUP, aumentando così la polarizzazione e portando alla creazione del Partito Libertà e Accordo, noto anche come Unione Liberale. Dopo le notoriamente contestate e violente elezioni del 1912 contro l'Unione Liberale, il CUP aumentò il suo potere e formò la stragrande maggioranza del parlamento.
Talat, poiché divenne sospettoso del ministro della guerra Mahmud Şevket Pascià, chiese le sue dimissioni, e ciò offese parti dell'esercito. Quell'estate scoppiò un'altra rivolta albanese, questa volta con il sostegno di ufficiali albanesi dell'esercito.

## Colpo di Stato
A giugno, il colonnello Sadık e il maggiore di stato maggiore Gelibolulu Kemal (in seguito soprannominato Şenkil) formarono la cricca degli Ufficiali Liberatori (Halâskâr Zâbitân) e chiesero al presidente dell'Assemblea ottomana Halil Bey di sciogliere il parlamento dominato dal CUP. Le dimissioni di Mahmud Şevket Pascià a sostegno degli Ufficiali Liberatori lasciarono il CUP isolato con il consenso degli unionisti.
Il nuovo governo, noto come il "Grande Gabinetto", fu formato da Gazi Ahmed Muhtar Pascià, un eroe di guerra. I membri del governo erano statisti prestigiosi e ottennero facilmente il voto di fiducia. Il CUP, nonostante la propria maggioranza in parlamento, perse il potere esecutivo. Sebbene Ahmed Muhtar Pascià e il suo gabinetto fossero apartitici, gli Ufficiali Liberatori fecero pressione sul governo di Ahmed Muhtar Pasha per sospendere il parlamento, facendo perdere al CUP la sua ultima roccaforte.

## Conseguenze
A partire dall'estate del 1912, l'Impero ottomano fu dominato da governi sostenuti dagli Ufficiali Liberatori. Tuttavia, in ottobre, iniziarono le guerre balcaniche e l'Impero ottomano fu sconfitto su tutti i fronti. Questo diede al CUP la possibilità di recuperare le forze. Nel gennaio 1913, la leadership del CUP organizzò un colpo di Stato, costringendo il governo Libertà e Accordo sostenuto dagli Ufficiali Liberatori alle dimissioni sotto la minaccia delle armi. I capi degli Ufficiali Liberatori fuggirono in Egitto e in Albania. I governi del CUP continuarono fino alla fine della prima guerra mondiale.